# Simichaur
Simichaur (nep. सिमीचौर) – gaun wikas samiti w zachodniej części Nepalu w strefie Lumbini w dystrykcie Gulmi. Według nepalskiego spisu powszechnego z 2001 roku liczył on 1130 gospodarstw domowych i 5512 mieszkańców (3057 kobiet i 2455 mężczyzn).